# Abainville
Abainville là một xã thuộc tỉnh Meuse trong vùng Grand Est đông nam nước Pháp. Xã này nằm ở khu vực có độ cao từ 282-388 mét trên mực nước biển.

## Dân số
Bản mẫu:Demography 8col